# Ривервуд (Кентаки)
Ривервуд (енгл. Riverwood) град је у америчкој савезној држави Кентаки.

## Демографија
По попису из 2010. године број становника је 446, што је 23 (-4,9%) становника мање него 2000. године.
| Група             | 2000.       | 2010.       |
| Белци             | 463 (98,7%) | 431 (96,6%) |
| Афроамериканци    | 1 (0,2%)    | 2 (0,4%)    |
| Азијати           | 3 (0,6%)    | 7 (1,6%)    |
| Хиспаноамериканци | 2 (0,4%)    | 2 (0,4%)    |
| Укупно            | 469         | 446         |